# Louise-Marguerite Claret de la Touche
Pour les articles homonymes, voir Claret et Touche.
Louise-Marguerite Claret de la Touche, née Marguerite-Céline le 15 mars 1868 à Saint-Germain-en-Laye (France) et morte le 14 mai 1915 à Vische (Turin, Italie), est une religieuse et mystique française. D'abord visitandine, elle quitte cet ordre pour fonder les Sœurs de Béthanie du Sacré-Cœur. Elle est reconnue vénérable par l'Église catholique.

## Biographie
Marguerite-Céline entre chez les visitandines de Romans-sur-Isère le 20 novembre 1890. Elle devient postulante le 17 janvier 1891 et prononce ses vœux le 17 octobre 1892. À partir de 1901, elle reçoit des visions régulières du Sacré-Cœur. Chassées par les lois anticongréganistes de 1901, les sœurs finissent par émigrer en Italie le 6 mars 1906 et s'installent finalement à Turin. L'année suivante, Sœur Louise-Marguerite est élue supérieure de la communauté pour un mandat de six ans. Durant ces années, elle murit l'idée d'un apostolat du Sacré-Cœur pour les prêtres, pour lequel elle écrit alors le Cœur de Jésus et le sacerdoce. Dans ses visions, le Christ lui aurait dit : « Je veux que mes prêtres soient des semeurs d'amour ».
Le 19 mars 1914, elle fonde l'Institut de la Visitation du Sacré-Cœur, qui reçoit le nom de Sœurs de Béthanie du Sacré-Cœur le 24 avril 1918.
Ses visions et ses écrits inspirent Mgr Matteo Angelo Filipello, évêque d'Ivrée, et le père Alfred Charrier, S.J., dans la fondation de L'Alliance sacerdotale universelle des Amis du Sacré-Cœur, érigée canoniquement le 16 juin 1918.

## Béatification
Son procès en béatification fut ouvert en 1937. Le 26 juin 2006, le pape Benoît XVI la déclara vénérable.

## Œuvres
- Au service de Jésus prêtre, Turin-Rome, Marietti, 1925.
- Le cœur de Jésus et le prêtre, Vische, Betania del Sacro Cuore, 1982, 193 p.
- Journal intime d'une mystique française visitandine, Vische, Betania del Sacro Cuore, 1983, 215 p.
- Le livre de l'amour infini : les besoins de notre époque, Paris, Maison de la bonne presse, 1941, 195 p.

Elle est également l'auteur de plusieurs prières : « Jésus, mon Amour », « Jésus, prêtre éternel », « Mon Pasteur adoré, je veux vivre pour Toi », « Quand Tu montres à mes yeux un reflet de ta Face » et « Me voici, ô Jésus, pour faire ton Œuvre d'Amour ».

## Historique de la famille Claret de La Touche
La famille Claret de La touche est originaire de Bretagne. Elle fait partie des Familles subsistantes d'ancienne bourgeoisie française. Son fondateur, Maître Pierre Claret de La Touche, était juge et procureur fiscal de plusieurs juridictions bretonnes. Il est mort le 12 mars 1775 à Saint-Jean-des-Marais, devenu Saint-Jean-la-Poterie, dans le Morbihan. Maître Pierre Marie Claret de La Touche, né en 1750 à Allaire, était avocat au Parlement, procureur fiscal, en 1781, puis président au tribunal de la Roche-Bernard, en 1792 et 1793. Prosper-Honoré-Joseph Claret de La Touche (1785-1866) était docteur en médecine. Son fils Prosper, né à Vannes en 1820, était colonel d'artillerie, officier de la Légion d'honneur, conseiller municipal de Rennes.